# Corrado Marucci
Corrado Marucci (Bologna, 19 agosto 1940 – Gallarate, 15 giugno 2016) è stato un gesuita, biblista e teologo italiano.

## Biografia
Il 15 novembre 1961 è entrato nella Compagnia di Gesù. Il 18 giugno 1966 ha conseguito la licenza in filosofia presso la Pontificia Facoltà Filosofica Aloisianum di Gallarate con una tesi su Wittgenstein. Il 16 marzo 1970 ha conseguito la laurea in Scienze matematiche presso l'Università degli studi di Padova.
È stato ordinato presbitero il 1º luglio 1972.
Il 20 dicembre 1973 ha conseguito una licenza in teologia presso l'università teologica di Francoforte sull'ecclesiologia del giovane Lutero.
Il 15 aprile 1980 ha conseguito il dottorato in teologia presso la stessa università con una tesi sul divorzio nei vangeli (Parole di Gesù sul divorzio, Brescia 1982).
Dall'ottobre 1976 all'ottobre 1981 è stato membro del Centro Studi Sociali di Milano e Redattore della rivista "Aggiornamenti Sociali" per il settore teologico.
Dall'ottobre 1981 all'ottobre 1987 è stato professore aggiunto presso la Pontificia Facoltà Teologica dell'Italia Meridionale, Sezione S. Luigi.
Dall'ottobre 1987 al febbraio 1993 è stato professore ordinario della cattedra di esegesi del Nuovo Testamento presso la Leopold-Franzens-Universität di Innsbruck.
Dal febbraio 1995 all'agosto 2003 è stato professore ordinario di Sacra Scrittura presso la Pontificia Facoltà Teologica dell'Italia Meridionale, Sezione S. Luigi.
Dal settembre 2003 è professore ordinario di Storia dell'esegesi al Pontificio Istituto Orientale di Roma.
È stato membro dal 1987 al 1993 dell'Arbeitsgemeinschaft deutschsprachiger Neutestamentler (associazione neotestamentaria di lingua tedesca) e direttore della rivista Orientalia Christiana Periodica, membro della Studiorum Novi Testamenti Societas (SNTS) e dell'Associazione Biblica Italiana (ABI).
Collaborava col periodico Civiltà Cattolica e altri quotidiani italiani.
Nell'anno 2007 ha analizzato il Vangelo di Giuda, riportando le sue conclusioni in un articolo comparso in La Civiltà Cattolica.
È in fase di lavorazione l'edizione aggiornata di "Parole di Gesù sul divorzio" curata da Cesare Giraudo SJ. La nuova edizione verrà pubblicata il prossimo ottobre 2020 all'interno della Collana Kanonika con il n. 30 (una coedizione di Edizioni Orientalia Christiana e Valore Italiano Editore).

## Scritti
- Parole di Gesù sul divorzio: ricerche scritturistiche previe ad un ripensamento teologico, canonistico e pastorale della dottrina cattolica dell'indissolubilità del matrimonio, Morcelliana, Brescia 1982.
- "Die implizite Christologie der sogenannten Vollmachtsfrage (Mk 11,27-33)", in Zeitschrift für katholische Theologie 108 (1986) 292-300.
- "Influssi latini sul greco del Nuovo Testamento" in Filología Neotestamentaria VI (1993) 3-30.
- "Romani e diritto romano nel Nuovo Testamento" in Diritto e religione da Roma a Costantinopoli a Mosca, a cura di M.P. Baccari, Roma 1994, 37-74.
- "Sulla riforma degli studi teologici: il contributo di K. Rahner", in: Rassegna di teologia, 36, 1995.
- Storia e amministrazione romana nel NT, p. 2197 in Aa.Vv., Aufstieg und Niedergang der römischen Welt, vol. 2 Principat, Berlino-New York 1996 (alcune pagine).
- "Il Padre Nostro e la sua traduzione", in La Civiltà Cattolica 1996 II 338-350.
- "Salvare ciò che era perduto: introduzione al Vangelo di Luca", La Civiltà Cattolica, 2006 III 367-379.
- "Un vangelo apocrifo", in La Civiltà Cattolica, 2007 I 244-254.
- "L'anima e il suo destino secondo Vito Mancuso", in La Civiltà Cattolica, 2008 I 256-264 (online).
- L'esegesi al servizio della Chiesa, Armando Editore, Roma 2016, pp. 348.